# Patentprofylax
Patentprofylax är en term för ett förfarande där man genom att publicera information om en idé omöjliggör både för sig själv och någon annan att patentera den som en uppfinning genom att idén inte längre uppfyller nyhetskravet för en uppfinning.